# Zupa owocowa

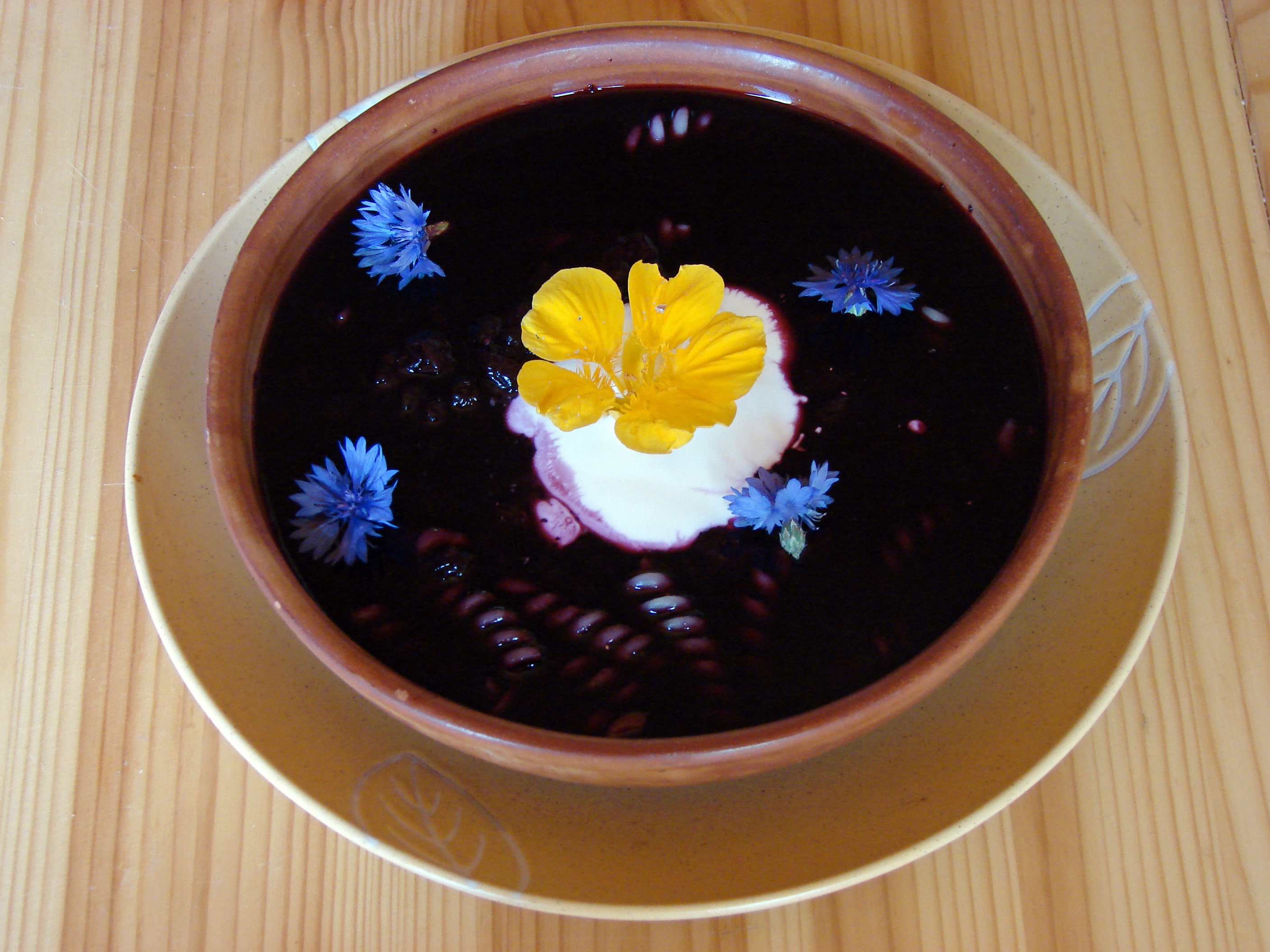
Zupa jagodowa ozdobiona kwiatami (chabry i nasturcja)

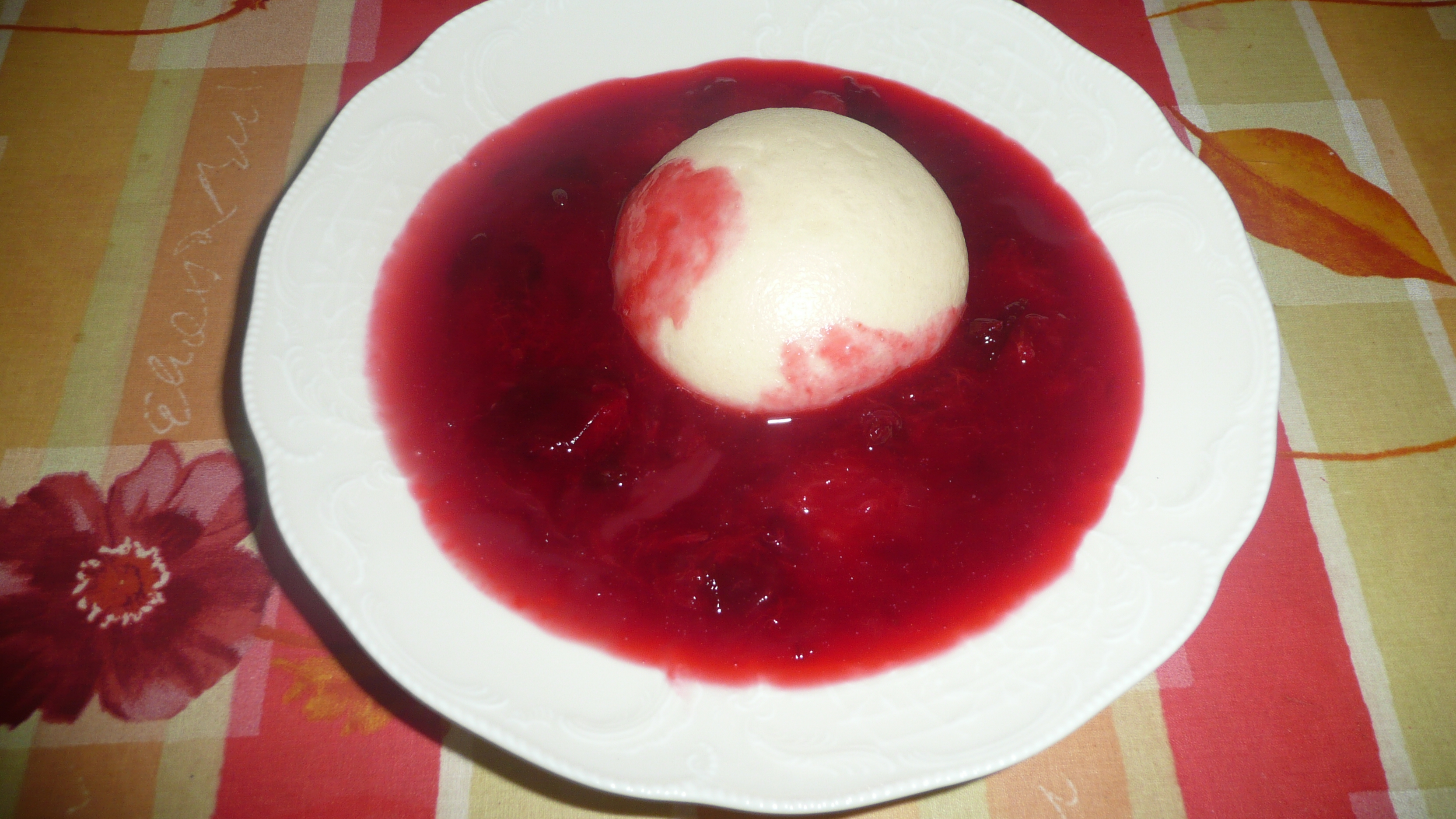
Zupa śliwkowa podana z pyzą drożdżową

Zupa owocowa – zupa bazująca na owocach, często zagęszczana śmietaną bądź mlekiem z mąką. Zupy owocowe zaliczane są do grupy przetworów owocowych.
Do przygotowania takiej zupy użyć można owoców świeżych, mrożonych, suszonych lub pulpy owocowej. Po pokrojeniu i przegotowaniu owoce najczęściej przeciera się przez sito i przelewa wywarem. Następnie dodaje  się cukier i przyprawy, np. goździki, cynamon lub skórkę cytrynową i zagęszcza mączką ziemniaczaną. Zupę można zabielić śmietaną. Z dodatkiem zimnego mleka przyrządza się chłodniki mleczno-owocowe.
W dawnych książkach kucharskich można znaleźć przepisy na zupy owocowe z obierzyn z jabłek lub gruszek.
Latem przygotowuje się zupy z owoców surowych, natomiast zimą z owoców gotowanych (a więc i z suszonych, gdyż trzeba je wpierw ugotować). W miesiącach wiosennych i letnich zupy te podaje się w stanie schłodzonym w temperaturze poniżej 14 °C.
Zupy z owoców surowych cechuje duża zawartość witamin a więc mają znacznie większą wartość odżywczą niż zupy z owoców gotowanych. Wykorzystuje się te surowe owoce, które można rozetrzeć lub przetrzeć przez sito, a więc głównie owoce jagodowe.
Najczęściej spotykane zupy owocowe:
- z wiśni
- z malin
- z czarnych borówek (jagód)
- mieszana (wiśnie, jagody, jabłka, truskawki)

Jako dodatek do zup owocowych podaje się grzanki z bułki lub czerstwego pieczywa cukierniczego (np. z rogalików, chałki, biszkoptu), ryż na sypko, makarony (np. łazanki), kluski, groszek ptysiowy, biszkopciki oraz kruche drobne ciasteczka.